# Вулиця Академіка Павлова (Харків)
Вулиця Академіка Павлова — велика вулиця у місті Харків, розташована у східній частині міста. Названа на честь лауреата Нобелівської премії в галузі медицини і фізіології Івана Петровича Павлова.

## Історія
У минулому на місці вулиці проходила дорога, що йшла на Салтів. До дороги прилягала дача, що належала Харківському губернатору Сабурову (Сабурова дача, будинок № 46). Протягом XIX сторіччя дорога розбудовувалась і перетворилась на вулицю. У 1846 році на вулиці розмістилася міська стайня, після чого вулиця отримала назву Конюшенна (від рос. «Конюшня» — стайня).
Наприкінці XIX сторіччя на початку вулиці було збудовано контору млинарно-будівельного заводу у стилі модерн (будинок № 1), будівля якої в радянський час використовувалось поліграфічним ПТУ, а зараз прибуває в занедбаному стані.
У 1913—1914 роках були збудовані службові приміщення для 1-го Оренбурського козачого полку на розі Салтівського провулку та Салтівського шосе, призначені для дресування коней. Пізніше ці будівлі стали автомайстернею, а у 1930 році в них розмістився завод «Поршень».
У 1920 -х роках на полі для дресування коней випробували аероплан «Ластівка» інженера А. К. Лельє.
У 1936 році Конюшенна вулиця отримала назву Академіка Павлова, на честь вченого Івана Петровича Павлова.
Протягом XX сторіччя на вулиці було збудовано декілька науково-дослідницьких і промислових підприємств, у тому числі науково-дослідницький інститут радіотехнічних вимірювань («Радмір», будинок № 271), та науково-дослідний інститут «Електромаш».

## Транспортні комунікації
Уздовж вулиці Академіка Павлова проходить Салтівська лінія Харківського метрополітену. На вулицю виходять чотири станції: Академіка Барабашова, Академіка Павлова, Студентська та Салтівська.
Вулицею Академіка Павлова також ходять трамваї маршрутів № 6, № 8, № 16, № 16А, № 27 та тролейбуси маршрутів № 47, № 48.

## Визначні місяця
- Контора будівельно-млинарного заводу (будинок № 1)
- Харківська обласна клінічна психіатрична лікарня № 3 («Сабурова дача», будинок № 46)
- ТРЦ «Французький Бульвар»
- Парк Пам'яті
- ТЦ «Барабашово»
- Мечеть «Сунна» (№36-Б)
- НДІ радіотехнічних вимірювань («Радмір», будинок № 271)
- Виставковий центр «Радмір Експохол» («Радмір», будинок № 271)

## Світлини
|       |  |
| \| \| |  |
|       |  |
|       |  |